# سونيت 5
السونيت 5 هي واحدة من السوناتات الـ154 التي كتبها الكاتب والشاعر الإنجليزي وليم شكسبير.
السوناتة الخامسة هي جزء من سلسلة الشباب العادل وهي وثيقة الصلة بالسوناتة السادسة، وكلاهما يتناول موضوع الاستقطار.

## الهيكل
أولاً، يتبع هيكل السوناتة الخامسة التنسيق النموذجي للسوناتة الإنجليزية أو الشكسبيرية. تحتوي هذه السوناتات على ثلاثة رباعيات وبيتين شعريين نهائيين، مع نظام القافية ABAB CDCD EFEF GG.

## التحليل
تركز السونيت على شيخوخة الإنسان بتقدم الفصول. تشير كلمة "hours" إلى "howers" أو "Ωραι" (ربات الفصول)، وهم بنات زيوس وتيميس، يشير شكسبير إلى الفصول ونضوج الطبيعة والإنسان. يركز أن هذه الساعات التي خلقت الجمال سوف تتحول في النهاية إلى ساعات مدمرة وتقلل من قيمة الجمال.
وأخيرًا، يشير البيت الشعري عن "الزهور المقطرة" إلى استخلاص العطر من البتلات، حيث تختفي الزهور، لكن يبقى جوهرها، ويظهر هذا الاستعارة في السوناتة 54، والسوناتة 74، والسوناتة 119. ومن المرجح أنها تشير إلى قدرة الشاب على توسيع جوهره من خلال إنجاب الأطفال، ولكنها تعكس أيضًا استكشاف شكسبير لما هو مؤقت وما هو أبدي في العالم المادي.

## قراءات إضافية
- Baldwin, T. W. On the Literary Genetics of Shakspeare's Sonnets. Urbana: University of Illinois Press, 1950.
- Hubler, Edwin. The Sense of Shakespeare's Sonnets. Princeton: Princeton University Press, 1952.

الطبعة الأولى؛
- شكسبير, وليم (1609). Shake-speares Sonnets: Never Before Imprinted [سونيتات شيكسبير: لم تُطبع من قبل] (بالإنجليزية). لندن: Thomas Thorpe. Retrieved 2020-04-15.
- شكسبير, وليم (1905). Lee, Sidney (ed.). Shakespeares Sonnets: Being a reproduction in facsimile of the first edition [سونيتات شيكسبير: نسخة طبق الأصل من الطبعة الأولى] (بالإنجليزية). أكسفورد: دار نشر جامعة أكسفورد. OCLC:458829162. Retrieved 2020-04-15.

طبعات مختلفة؛
- شكسبير, وليم (1916). Alden, Raymond Macdonald (ed.). The Sonnets of Shakespeare [سونيتات شيكسبير] (بالإنجليزية). بوسطن: Houghton Mifflin Company. OCLC:234756. Retrieved 2020-04-15.
- شكسبير، وليم (1944). Rollins، Hyder Edward (المحرر). A New Variorum Edition of Shakespeare: The Sonnets [2 Volumes] [طبعة فاريورم الجديدة من سونيتات شيكسبير [مجلدان]]. فيلادلفيا: ليبينكوت  [لغات أخرى]‏. OCLC:6028485.{{استشهاد بكتاب}}:  صيانة الاستشهاد: علامات ترقيم زائدة (link)

الطبعات النقدية الحديثة؛
- شكسبير، وليم (2007). Atkins، Carl D. (المحرر). Shakespeare's Sonnets: With Three Hundred Years of Commentary [سونيتات شيكسبير: مع ثلاثة قرون من التعليقات]. ماديسون: Fairleigh Dickinson University Press. ISBN:978-0-8386-4163-7. OCLC:86090499.
- شكسبير، وليم (2000) [الطبعة الأولى 1977]. Booth، Stephen (المحرر). Shakespeare's Sonnets [سونيتات شيكسبير] (ط. منقحة). نيو هافن: Yale Nota Bene. ISBN:0-300-01959-9. OCLC:2968040.
- شكسبير، وليم (2002). Burrow، Colin (المحرر). The Complete Sonnets and Poems [السونيتات والقصائد الكاملة]. The Oxford Shakespeare. أكسفورد: دار نشر جامعة أكسفورد. ISBN:978-0192819338. OCLC:48532938.
- شكسبير، وليم (2010) [الطبعة الأولى 1997]. Duncan-Jones، Katherine (المحرر). Shakespeare's Sonnets [سونيتات شيكسبير]. The Arden Shakespeare, السلسلة الثالثة (ط. منقحة). لندن: دار بلومزبري. ISBN:978-1-4080-1797-5. OCLC:755065951.
- شكسبير، وليم (1996). Evans، G. Blakemore (المحرر). The Sonnets [سونيتات شيكسبير]. The New Cambridge Shakespeare. كامبريدج: مطبعة جامعة كامبريدج. ISBN:978-0521294034. OCLC:32272082.
- شكسبير، وليم (1995) [الطبعة الأولى 1986]. Kerrigan، John (المحرر). The Sonnets ; and, A Lover's Complaint [سونيتات شيكسبير؛ و، شكوى عاشق]. New Penguin Shakespeare (ط. منقحة). دار بنجوين للنشر. ISBN:0-14-070732-8. OCLC:15018446.
- شكسبير، وليم (2006). Mowat، Barbara A.؛ Werstine، Paul (المحررون). Shakespeare's Sonnets & Poems [سونيتات وقصائد شيكسبير]. مكتبة فولجر الشكسبيرية. نيويورك: Washington Square Press. ISBN:978-0743273282. OCLC:64594469.
- شكسبير، وليم (2001). Orgel، Stephen (المحرر). The Sonnets [سونيتات شيكسبير]. The Pelican Shakespeare (ط. منقحة). نيويورك: دار بنجوين للنشر. ISBN:978-0140714531. OCLC:46683809.
- شكسبير، وليم (1997). Vendler، Helen (المحرر). The Art of Shakespeare's Sonnets [فن سونيتات شيكسبير]. كامبريدج، ماساتشوستس: دار نشر جامعة هارفارد. ISBN:0-674-63712-7. OCLC:36806589.